# Kommunalwahlen in Südtirol 2025
Die Kommunalwahlen in Südtirol 2025 fanden am 4. Mai (allgemeiner Wahltermin) in 111 von 116 Gemeinden statt. Die Stichwahl fand am 18. Mai in Bozen und Meran statt.
In fünf Gemeinden (Brixen und Leifers – Gemeinden mit mehr als 15.000 Einwohnern –, sowie Lana, St. Martin in Passeier und Wengen) wurde nicht gewählt, da bereits 2024 Kommunalwahlen stattgefunden hatten.

## Gemeinden mit mehr als 15.000 Einwohnern

### Bozen
| Kandidaten | Kandidaten               | 2. Wahlgang | 2. Wahlgang | 1. Wahlgang | 1. Wahlgang | Listen                 | Stimmen | %    | Mandate |
| Kandidaten | Kandidaten               | Stimmen     | %           | Stimmen     | %           | Listen                 | Stimmen | %    | Mandate |
| --- | ------------------------ | ----------- | ----------- | ----------- | ----------- | ---------------------- | ------- | ---- | ------- |
| | Claudio Corraratigewählt | 17.491      | 42,2        | 15.024      | 36,3        | Fratelli d’Italia      | 5.722   | 15,4 | 7       |
| Corrarati Sindaco/Bürgermeister                                                                                       | Claudio Corraratigewählt | 17.491      | 42,2        | 15.024      | 36,3        | 4.340                  | 11,7    | 6    |         |
| Lega | Claudio Corraratigewählt | 17.491      | 42,2        | 15.024      | 36,3        | 1.856                  | 5,0     | 2    |         |
| Forza Italia | Claudio Corraratigewählt | 17.491      | 42,2        | 15.024      | 36,3        | 1.154                  | 3,1     | 2    |         |
| ↳ Gesamt | Claudio Corraratigewählt | 17.491      | 42,2        | 15.024      | 36,3        | 13.072                 | 35,2    | 17   |         |
| | Juri Andriollo           | 16.784      | 40,5        | 11.316      | 27,3        | Partito Democratico    | 4.663   | 12,6 | 6       |
| Verdi Grüne Vërc | Juri Andriollo           | 16.784      | 40,5        | 11.316      | 27,3        | 2.911                  | 7,8     | 4    |         |
| Lista Civica Andriollo                                                                                                | Juri Andriollo           | 16.784      | 40,5        | 11.316      | 27,3        | 1.949                  | 5,2     | 1    |         |
| Restart | Juri Andriollo           | 16.784      | 40,5        | 11.316      | 27,3        | 489                    | 1,3     | –    |         |
| Mandate der Listengruppe                                                                                              | Juri Andriollo           | 16.784      | 40,5        | 11.316      | 27,3        | –                      | –       | 1    |         |
| ↳ Gesamt | Juri Andriollo           | 16.784      | 40,5        | 11.316      | 27,3        | 10.012                 | 27,0    | 12   |         |
| | Stephan Konder           |             |             | 6.262       | 15,1        | Südtiroler Volkspartei | 5.995   | 16,1 | 7       |
| | Angelo Gennaccaro        |             |             | 5.184       | 12,5        | La Civica              | 4.787   | 12,9 | 6       |
| | Matthias Cologna         |             |             | 2.833       | 6,8         | Team K                 | 2.606   | 7,0  | 3       |
| | Simonetta Lucchi         |             |             | 825         | 2,0         | Movimento 5 Stelle     | 514     | 1,4  | –       |
| Pace e Diritti – Partito della Rifondazione Comunista                                                                 | Simonetta Lucchi         | 156         | 0,4         | 825         | 2,0         | –                      |         |      |         |
| ↳ Gesamt | Simonetta Lucchi         | 670         | 1,8         | 825         | 2,0         | –                      |         |      |         |
| Gesamt | Gesamt                   | 34.275      | 100         | 41.444      | 100         |                        | 37.142  | 100  | 45      |
| |                          |             |             |             |             |                        |         |      |         |
| Ungültige Stimmen | Ungültige Stimmen        | 704         | 2,0         | 1.228       | 2,9         |                        |         |      |         |
| Wähler | Wähler                   | 34.979      | 42,8        | 42.672      | 52,2        |                        |         |      |         |
| Wahlberechtigte | Wahlberechtigte          | 81.752      |             | 81.752      |             |                        |         |      |         |
| |                          |             |             |             |             |                        |         |      |         |
| Quellen: Autonome Region Trentino-Südtirol – Listenverbindung: 1. W, 2. W – Kandidaten: 1. W, 2. W – Listen – Mandate |                          |             |             |             |             |                        |         |      |         |

### Bruneck
| Kandidaten                                                                                   | Kandidaten         | Stimmen | %    | Listen                       | Stimmen | %    | Mandate |
| -------------------------------------------------------------------------------------------- | ------------------ | ------- | ---- | ---------------------------- | ------- | ---- | ------- |
|                                                                                              | Bruno Wolfgewählt  | 3.712   | 51,8 | Südtiroler Volkspartei       | 3.703   | 51,8 | 14      |
|                                                                                              | Maximilian Gartner | 1.208   | 16,9 | Verdi Grüne Vërc             | 1.208   | 16,9 | 5       |
|                                                                                              | Wilma Huber        | 825     | 11,5 | Team K                       | 825     | 11,5 | 3       |
|                                                                                              | Bernhard Hilber    | 540     | 7,5  | Süd-Tiroler Freiheit         | 540     | 7,6  | 2       |
|                                                                                              | Antonio Bovenzi    | 519     | 7,2  | Il Polo – Civica per Brunico | 519     | 7,3  | 2       |
|                                                                                              | Andrea Bovo        | 268     | 3,7  | Per Brunico                  | 268     | 3,7  | 1       |
|                                                                                              | Markus Falk        | 88      | 1,2  | Ich liebe Brunico            | 88      | 1,2  | –       |
| Gesamt                                                                                       | Gesamt             | 7.160   | 100  |                              | 7.151   | 100  | 27      |
|                                                                                              |                    |         |      |                              |         |      |         |
| Ungültige Stimmen                                                                            | Ungültige Stimmen  | 293     | 3,9  |                              |         |      |         |
| Wähler                                                                                       | Wähler             | 7.453   | 52,1 |                              |         |      |         |
| Wahlberechtigte                                                                              | Wahlberechtigte    | 14.298  |      |                              |         |      |         |
|                                                                                              |                    |         |      |                              |         |      |         |
| Quellen: Autonome Region Trentino-Südtirol, Listenverbindung – Kandidaten – Listen – Mandate |                    |         |      |                              |         |      |         |

### Meran
| Kandidaten | Kandidaten              | 2. Wahlgang | 2. Wahlgang | 1. Wahlgang | 1. Wahlgang | Listen                              | Stimmen | %    | Mandate |
| Kandidaten | Kandidaten              | Stimmen     | %           | Stimmen     | %           | Listen                              | Stimmen | %    | Mandate |
| --- | ----------------------- | ----------- | ----------- | ----------- | ----------- | ----------------------------------- | ------- | ---- | ------- |
| | Katharina Zellergewählt | 7.266       | 47,8        | 5.005       | 33,0        | Südtiroler Volkspartei              | 4.087   | 29,7 | 11      |
| Mutiges Meran/o Coraggiosa                                                                                            | Katharina Zellergewählt | 7.266       | 47,8        | 5.005       | 33,0        | 506                                 | 3,7     | 1    |         |
| ↳ Gesamt | Katharina Zellergewählt | 7.266       | 47,8        | 5.005       | 33,0        | 4.593                               | 33,4    | 12   |         |
| | Dario Dal Medico        | 5.385       | 35,5        | 4.809       | 31,7        | Alleanza per Merano                 | 2.455   | 17,8 | 6       |
| La Civica per Merano                                                                                                  | Dario Dal Medico        | 5.385       | 35,5        | 4.809       | 31,7        | 987                                 | 7,2     | 3    |         |
| Dal Medico Sindaco/Bürgermeister                                                                                      | Dario Dal Medico        | 5.385       | 35,5        | 4.809       | 31,7        | 925                                 | 6,7     | 1    |         |
| Mandate der Listengruppe                                                                                              | Dario Dal Medico        | 5.385       | 35,5        | 4.809       | 31,7        | –                                   | –       | 1    |         |
| ↳ Gesamt | Dario Dal Medico        | 5.385       | 35,5        | 4.809       | 31,7        | 4.367                               | 31,7    | 11   |         |
| | Ulrike Ceresara         |             |             | 3.530       | 23,2        | Verdi Grüne Vërc – Stadtliste Meran | 1.750   | 12,7 | 4       |
| Partito Democratico                                                                                                   | Ulrike Ceresara         | 665         | 4,8         | 3.530       | 23,2        | 2                                   |         |      |         |
| Team K | Ulrike Ceresara         | 339         | 2,5         | 3.530       | 23,2        | 1                                   |         |      |         |
| La Sinistra/Die Linke                                                                                                 | Ulrike Ceresara         | 219         | 1,6         | 3.530       | 23,2        | 1                                   |         |      |         |
| Movimento 5 Stelle | Ulrike Ceresara         | 183         | 1,3         | 3.530       | 23,2        | –                                   |         |      |         |
| Mandate der Listengruppe                                                                                              | Ulrike Ceresara         | –           | –           | 3.530       | 23,2        | 1                                   |         |      |         |
| ↳ Gesamt | Ulrike Ceresara         | 3.156       | 22,9        | 3.530       | 23,2        | 9                                   |         |      |         |
| | Elena Da Molin          |             |             | 1.436       | 9,5         | Fratelli d’Italia                   | 1.120   | 8,1  | 2       |
| Lega | Elena Da Molin          | 149         | 1,1         | 1.436       | 9,5         | –                                   |         |      |         |
| Mandate der Listengruppe                                                                                              | Elena Da Molin          | –           | –           | 1.436       | 9,5         | 1                                   |         |      |         |
| ↳ Gesamt | Elena Da Molin          | 1.269       | 9,2         | 1.436       | 9,5         | 3                                   |         |      |         |
| | Jasmin Netschada        |             |             | 406         | 2,7         | Süd-Tiroler Freiheit                | 373     | 2,7  | 1       |
| Gesamt | Gesamt                  | 12.651      | 100         | 15.186      | 100         |                                     | 13.758  | 100  | 36      |
| |                         |             |             |             |             |                                     |         |      |         |
| Ungültige Stimmen | Ungültige Stimmen       | 430         | 3,3         | 402         | 2,6         |                                     |         |      |         |
| Wähler | Wähler                  | 13.081      | 41,4        | 15.588      | 49,3        |                                     |         |      |         |
| Wahlberechtigte | Wahlberechtigte         | 31.596      |             | 31.596      |             |                                     |         |      |         |
| |                         |             |             |             |             |                                     |         |      |         |
| Quellen: Autonome Region Trentino-Südtirol – Listenverbindung: 1. W, 2. W – Kandidaten: 1. W, 2. W – Listen – Mandate |                         |             |             |             |             |                                     |         |      |         |

## Andere Gemeinden
| Gemeinde                             | Bürgermeister                        | Partei/Liste                        |
| ------------------------------------ | ------------------------------------ | ----------------------------------- |
| Abtei                                | Christian Pedevilla                  | Lista Badia – La Ila – San Ciascian |
| Ahrntal                              | Markus Gartner                       | SVP                                 |
| Aldein                               | Charlotte Oberberger Pichler         | SVP                                 |
| Algund                               | Alexandra Ganner                     | SVP                                 |
| Altrei                               | Gustav Mattivi                       | SVP                                 |
| Andrian                              | Georg Profanter                      | Dorfliste Andrian                   |
| Auer                                 | Martin Feichter                      | Bürgerliste Auer                    |
| Barbian                              | Josef Gafriller                      | SVP                                 |
| Branzoll                             | Giorgia Mongillo                     | Democratici sul Territorio          |
| Brenner                              | Martin Alber                         | SVP                                 |
| Burgstall                            | Othmar-Franz (Pfefferle) Unterkofler | SVP                                 |
| Corvara                              | Roman Crazzolara                     | SVP                                 |
| Deutschnofen                         | Bernhard Daum                        | SVP                                 |
| Enneberg                             | Alberto Palfrader                    | Al Plan                             |
| Eppan                                | Lorenz Ebner                         | SVP                                 |
| Feldthurns                           | Patrick Delueg                       | SVP                                 |
| Franzensfeste                        | Thomas Klapfer                       | SVP                                 |
| Freienfeld                           | Verena Überegger                     | Freie Liste Freienfeld              |
| Gais                                 | Alexander (Alex) Dariz               | SVP – Bürgerliste                   |
| Gargazon                             | Bernhard Paris                       | SVP                                 |
| Glurns                               | Erich Josef Wallnöfer                | Für Glurns                          |
| Graun im Vinschgau                   | Franz Alfred Prieth                  | SVP                                 |
| Gsies                                | Paul Schwingshackl                   | SVP                                 |
| Hafling                              | Sonja Anna Plank                     | SVP                                 |
| Innichen                             | Klaus Rainer                         | SVP                                 |
| Jenesien                             | Paul Romen                           | SVP                                 |
| Kaltern                              | Christoph Pillon                     | SVP                                 |
| Karneid                              | Albin Kofler                         | SVP                                 |
| Kastelbell-Tschars                   | Gustav Erich Tappeiner               | SVP                                 |
| Kastelruth                           | Cristina Pallanch Malfertheiner      | SVP                                 |
| Kiens                                | Markus (Decker) Mitterhofer          | SVP                                 |
| Klausen                              | Peter Gasser                         | SVP                                 |
| Kuens                                | Manfred Raffl                        | SVP                                 |
| Kurtatsch                            | Andreas Anegg                        | SVP                                 |
| Kurtinig                             | Manfred Mayr                         | SVP                                 |
| Laas                                 | Verena Tröger                        | SVP                                 |
| Lajen                                | Stefan Leiter                        | SVP                                 |
| Lana                                 | Wahl 2024                            | Wahl 2024                           |
| Latsch                               | Mauro Dalla Barba                    | SVP                                 |
| Laurein                              | Hartmann Thaler                      | SVP                                 |
| Lüsen                                | Carmen Plaseller                     | SVP                                 |
| Mals                                 | Josef Thurner                        | SVP                                 |
| Margreid                             | Andreas Bonell                       | SVP                                 |
| Marling                              | Felix Lanpacher                      | SVP                                 |
| Martell                              | Georg Altstätter                     | SVP                                 |
| Mölten                               | Walter Gruber                        | SVP                                 |
| Montan                               | Leo Tiefenthaler                     | SVP                                 |
| Moos in Passeier                     | Stefan Ilmer                         | SVP                                 |
| Mühlbach                             | Heinrich Seppi                       | SVP                                 |
| Mühlwald                             | Paul Niederbrunner                   | SVP                                 |
| Nals                                 | Eduard Gasser                        | SVP                                 |
| Naturns                              | Zeno Christanell                     | SVP                                 |
| Natz-Schabs                          | Alexander Überbacher                 | SVP                                 |
| Neumarkt                             | Karin Jost                           | SVP                                 |
| Niederdorf                           | Günther Wisthaler                    | Niederdorg Bewegen – SVP            |
| Olang                                | Lukas Schnarf                        | SVP                                 |
| Partschins                           | Alois Forcher                        | SVP                                 |
| Percha                               | Theodor Guggenberger                 | Liste 2020 Percha – SVP             |
| Pfalzen                              | Roland Tinkhauser                    | SVP                                 |
| Pfatten                              | Elmar Oberhofer                      | SVP                                 |
| Pfitsch                              | Stefan Gufler                        | SVP                                 |
| Plaus                                | Jürgen Klotz                         | SVP – Bürgerliste                   |
| Prad am Stilfserjoch                 | Rafael Alber                         | SVP                                 |
| Prags                                | Friedrich Mittermair                 | SVP                                 |
| Prettau                              | Robert Alexander Steger              | SVP                                 |
| Proveis                              | Ulrich Gamper                        | SVP                                 |
| Rasen-Antholz                        | Thomas Schuster                      | SVP                                 |
| Ratschings                           | Sebastian Helfer                     | SVP                                 |
| Riffian                              | Alexander Turato                     | SVP                                 |
| Ritten                               | Julia Fulterer                       | SVP                                 |
| Rodeneck                             | Helmut Achmüller                     | Wir für Rodeneck                    |
| Salurn                               | Roland Lazzeri                       | SVP                                 |
| Sand in Taufers                      | Josef (Peppe) Nöckler                | Taufers 2010                        |
| Sarntal                              | Josef (Huetar) Mair                  | SVP                                 |
| Schenna                              | Annelies Pichler                     | SVP                                 |
| Schlanders                           | Christine Kaaserer                   | SVP                                 |
| Schluderns                           | Heiko Hauser                         | SVP                                 |
| Schnals                              | Peter Grüner                         | SVP                                 |
| Sexten                               | Thomas Summerer                      | SVP                                 |
| St. Christina in Gröden              | Christoph Senoner                    | SVP                                 |
| St. Leonhard in Passeier             | Robert Tschöll                       | SVP                                 |
| St. Lorenzen                         | Martin Ausserdorfer                  | SVP                                 |
| St. Martin in Passeier               | Wahl 2024                            | Wahl 2024                           |
| St. Martin in Thurn                  | Giorgio Costabiei                    | Ciastel                             |
| St. Pankraz                          | Thomas (Klauser Thomas) Holzner      | SVP                                 |
| St. Ulrich in Gröden                 | Tobia Moroder                        | Per la Lista Unica                  |
| Sterzing                             | Peter Volgger                        | Für Sterzing Wipptal                |
| Stilfs                               | Franz Heinisch                       | SVP                                 |
| Taufers im Münstertal                | Roselinde Gunsch                     | SVP                                 |
| Terenten                             | Reinhold Weger                       | SVP                                 |
| Terlan                               | Hansjörg Zelger                      | SVP                                 |
| Tiers                                | Armin Villgrattner                   | SVP                                 |
| Tirol                                | Christoph (Schletterer) Pircher      | SVP                                 |
| Tisens                               | Christoph Holzner                    | SVP                                 |
| Toblach                              | Martin (Lettna) Rienzner             | SVP                                 |
| Tramin                               | Wolfgang Oberhofer                   | SVP                                 |
| Truden                               | Michael Epp                          | SVP                                 |
| Tscherms                             | Astrid Kuprian                       | SVP                                 |
| Ulten                                | Stefan (Bocher Stefan) Schwarz       | SVP                                 |
| Unsere Liebe Frau im Walde-St. Felix | Gabriela Kofler                      | SVP                                 |
| Vahrn                                | Andreas Schatzer                     | SVP                                 |
| Villanders                           | Walter Baumgartner                   | SVP                                 |
| Villnöß                              | Peter Pernthaler                     | SVP                                 |
| Vintl                                | Robert Seebacher                     | SVP                                 |
| Völs am Schlern                      | Othmar Stampfer                      | SVP                                 |
| Vöran                                | Daniela Mittelberger                 | SVP                                 |
| Waidbruck                            | Philipp Kerschbaumer                 | Waidbruck – Ponte Gardena – Pruca   |
| Welsberg-Taisten                     | Dominik Oberstaller                  | SVP                                 |
| Welschnofen                          | Thomas Pardeller                     | Bürgerliste Welschnofen             |
| Wengen                               | Wahl 2024                            | Wahl 2024                           |
| Wolkenstein in Gröden                | Tobias Nocker                        | SVP                                 |